# La La La (Snoop-Dogg-Lied)
La La La ist ein Lied des US-amerikanischen Rappers Snoop Dogg aus dem Jahr 2012, dass er zusammen mit der jamaikanischen Sängerin Jovi Rockwell unter seinem Alter Ego Snoop Lion veröffentlichte.

## Entstehung und Veröffentlichung
Das Lied wurde vom Interpreten selbst (Calvin Broadus), zusammen mit den Koautoren Ken Boothe, Joelle Clarke, William Cole, Thomas Pentz (Diplo) und Ariel Rechtshaid, getextet beziehungsweise komponiert. Diplo zeichnete darüber hinaus mit seinen Major-Lazer-Kollegen Christopher Leacock und Leighton Walsh für die Produktion verantwortlich.
Die Erstveröffentlichung von La La La erfolgte als Single am 20. Juli 2012 bei Berhane Sound System. Diese erschien als digitaler Einzeltrack zum Download und Streaming. Am 19. April 2013 erschien das Lied als Teil von Snoop Doggs zwölften Studioalbum Reincarnated bei Berhane Sound System und RCA Records (Katalognummer: 88765484702), dem ersten Reggaealbum als Snoop Lion.

## Hintergrund
Im März 2012 gab Snoop Dogg bekannt, dass er zusammen mit Major Lazer an einem Reggaealbum arbeitete. Während eines Aufenthalts auf Jamaika hatte er sich entschlossen, Rastafari zu werden und sich anstelle von Snoop Dogg zukünftig Snoop Lion zu nennen. Dieser Name war ihm von einem Nyahbinghi-Priester gegeben worden.